# Asphondylia bullata
Asphondylia bullata är en tvåvingeart som beskrevs av Gagne 1990. Asphondylia bullata ingår i släktet Asphondylia och familjen gallmyggor. Inga underarter finns listade i Catalogue of Life.